# Antherospora peglerae
Antherospora peglerae är en svampart som först beskrevs av Bubák, Syd. & P. Syd., och fick sitt nu gällande namn av R. Bauer, M. Lutz, Begerow, Piatek & Vánky 2008. Antherospora peglerae ingår i släktet Antherospora och familjen Floromycetaceae.   Inga underarter finns listade i Catalogue of Life.